# Claude-Étienne Savary
Claude-Étienne Savary (Vitré (Ille-et-Vilaine), 2 de septiembre de 1750 - 4 de febrero de 1788) fue un orientalista, pionero de la egiptología y traductor francés.
Partió en 1776 para Egipto y después de pasar temporadas sucesivamente en Alejandría, Rosetta y El Cairo, transitó dos años por las islas griegas sobre todo por Rodas y Candía, de las que informó con mucho detalles sobre su vida cotidiana y su población.  Al hablar árabe, sus informessobre Egipto ofrecen una descripción más rica que la que hizo Volney dos años más tarde 
Su traducción al francés del Corán respeta el estilo del original y la división de versículos como indica en el prefacio al contrario que la traducción anterior de André du Ryer. 

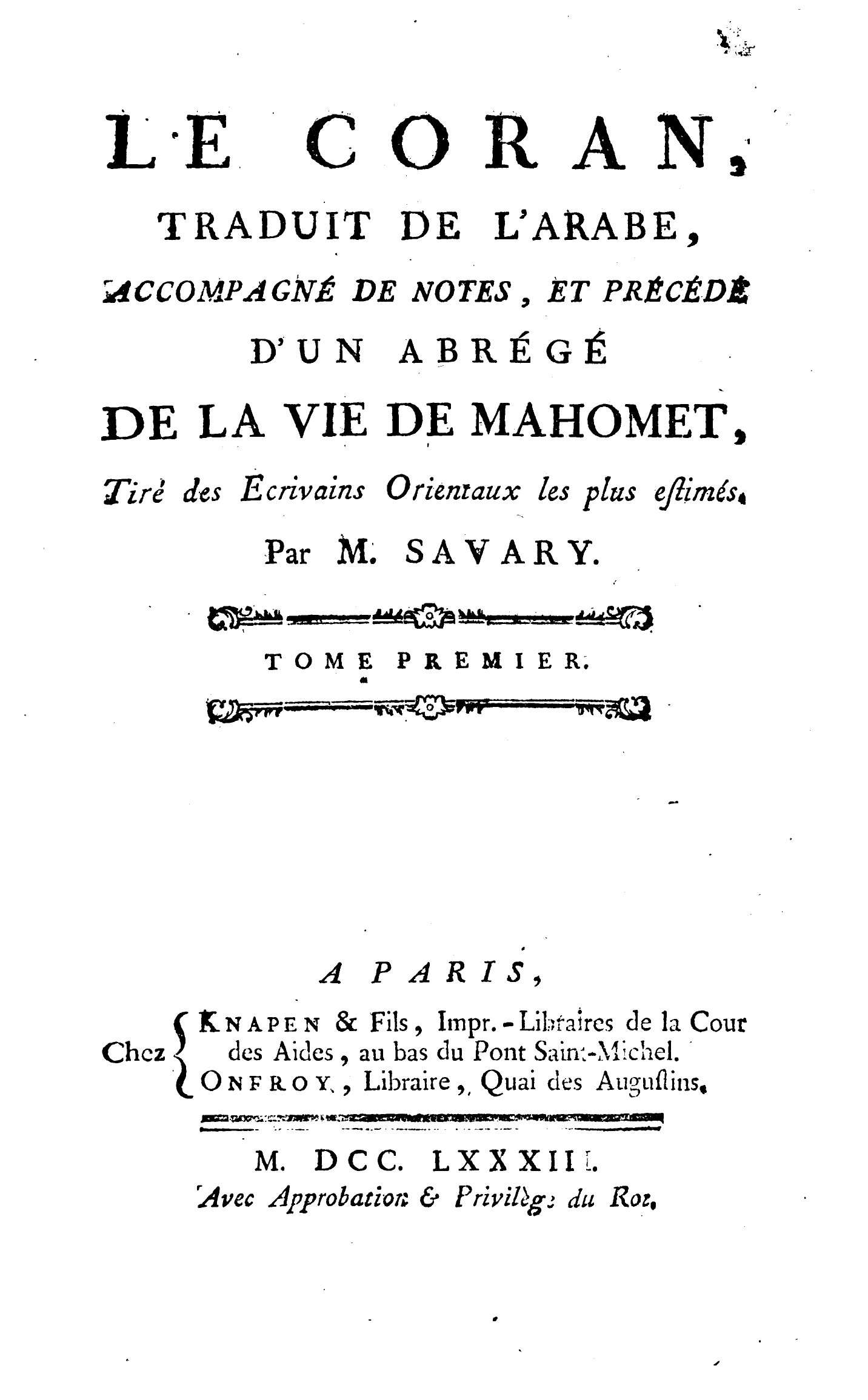
Corán, 1783

## Publicaciones
- Le Coran, traduit de l’arabe, accompagné de notes, et précédé d’un abrégé de la vie de Mahomet, tiré des écrivains orientaux les plus estimés, París, Ámsterdam, Leyde, etc., 1782–1783 — Livre numérisé (réédition de 1821) disponible sur Wikisource

- Morale de Mahomet, ou Recueil des plus pures maximes du Coran. On ne trouvera dans cet abrégé que des pensées probres à élever l’âme, & à rappeler à l’homme ses devoirs envers la Divinité, envers soi-même & envers ses semblables, Goldschnitt, París, Lamy, Libraire, Quai des Augustins, 1784, Dresde, Walther, 1786

- Lettres sur la Grèce, faisant suite de celles de l'Égypte, Onfroi, Paris, 1788.

- Lettres sur l’Égypte, où l’on offre le parallèle des mœurs anciennes & modernes de ses habitans, où l’on décrit l’état, le commerce, l’agriculture, le gouvernement, l’ancienne religion du pays, & la descente de S. Louis à Damiette, tirée de Joinville & des Auteurs Arabes. 1ª edición , Onfroi, Paris, 1785-1786; 2ª, Ámsterdam, Leiden, Róterdam y Utrecht, 1787; 3ª, Bleuet, 1798.

- Grammaire de la langue arabe vulgaire et littérale ; póstumo, París, l’Imprimerie Impériale, 1813.

- Datos: Q2627488
- Multimedia: Claude-Étienne Savary / Q2627488